# Coat of Many Colors (sång)
Coat of Many Colors är en sång skriven av Dolly Parton. Hon spelade in den i april 1971 och släppte den på singel i augusti samma år. Den placerade sig som högst #4 på countrysingelistan i USA.
Hon skrev sången 1969 i en turnébuss, då hon reste med Porter Wagoner. Låten är skriven på ett kemtvättskvitto för en av hans kostymer. Den handlar om hur hennes mamma då det började bli höst sydde en kappa, gjord av familjens trasor i alla olika färger, till henne, och förklarade en liknande händelse från Josef, Jakobs son som det berättas om i bibeln, och hur jag-personen blev retad i skolan för den. Sångens "moral" är att man bara är fattig om man väljer det, då jag-personen känner sig rik fastän det inte fanns pengar till att köpa en kappa i affären.
Dolly Parton har sagt att den ursprungliga kappan användes för olika andra ändamål och inte finns bevarad. Hennes mamma gjorde en ny som visas i Chasing Rainbows Museum i Dollywood. Porter Wagoner donerade det inramade kemtvättskvittot.
Shania Twain spelade in en cover på melodin på albumet Just Because I'm a Woman: Songs of Dolly Parton 2003, ett samlingsalbum med coverversioner på flera av Dolly Partons sånger. Shania Twains version placerade sig som högst på 57:e plats på listan Billboard Hot Country Singles & Tracks.
2005 rankade Atlanta Journal-Constitution sången på tionde plats på en lista över 100 "sånger från södern" i USA.
1996 utkom en bilderbok för barn om sången, med illustrationer av Judith Sutton, vilken publicerades av Harpercollins Childrens.
2008 framförde Kristy Lee Cook låten under säsong sju av American Idol under en så kallad "Dolly Parton-vecka".

## Listplaceringar
| Lista (1971)                              | Topplacering |
| ----------------------------------------- | ------------ |
| Amerikanska Billboard Hot Country Singles | 4            |
| Kanadensiska RPM Country Tracks           | 15           |